# Yantian
För andra betydelser, se Yantian (olika betydelser).
Yantian är ett stadsdistrikt i den subprovinsiella staden Shenzhen i provinsen Guangdong i sydöstra Kina. Befolkningen uppgick till 214 225 vid folkräkningen 2020. Yantian blev ett eget distrikt i mars 1998, från att tidigare varit en del av Luohu. 
Yantian gränsar i söder mot Hongkong. 
Yantian är indelat i fyra stadsdelsdistrikt (jiedao).
- Haishan (海山街道)
- Meisha (梅沙街道)
- Shatoujiao (沙头角街道)
- Yantian (盐田街道)